# 小野喬
小野喬（1931年7月26日—）是一位日本體操選手。

## 生平
出生於秋田縣能代市，畢業於東京教育大學。小野喬於1956年奧運奪得體操單槓金牌是日本史上第一為在這個項目奪金的運動員。1964年東京奧運被選為運動員宣誓代表。妻子小野清子也是日本體操選手，曾經在東京奧運的女子體操團體項目奪得銅牌，並曾任參議院議員。
小野喬於1998年進入國際體操名人堂。